# Йосип Стритар
Йосип Стритар (словен. Josip Stritar, *6 березня 1836, Подсмрека-при-Великих Лащах —†25 листопада 1923, Рогашка Слатина) — словенський прозаїк, поет, літературний критик.

## Життєпис
Походив з селянської родини. Народився у 1836 році в селищі Подсмрека-при-Великих Лащах. Навчався у церковній школі свого селища. Продовжив навчання у 1846 році в Любляні. У 1847 році поступив до місцевої середньої школи. У 1855 році поступив до Віденського університету на факультет філології.
Після закінчення університету став видавати журнал Дзвін (1870 рік). Водночас подорожував Європою — 1861 року по Бельгії та Франції, 1871 відвідав Швейцарію, 1873 був у Дрездені. Після цього повернувся на батьківщину. Втім незабаром повернувся до Відня. Тут в 1873 році одружився.
З 1874 року працював у школах та гімназіях Відня. З 1876 до 1880 року знову видавав журнал «Дзвін». З 1878 до 1901 року був професором гімназії у Відні. Під час Першої світової війни відійшов від громадської діяльності.
Після розпаду Австро-Угорщини у 1918 році повертається на батьківщину. У 1919 році він був обраний почесним членом Югославської академії наук і мистецтв (натепер Хорватська академія наук і мистецтв). Незабаром отримав державну пенсію та був нагороджений орденом Св. Сави III ступеня. У 1923 році перебирається до селища Рогашка Слатина, де помирає 25 листопада того ж року. Похований на кладовищі св. Христофора.

## Творчість
Йосип Стритар зіграв велику роль у розвитку словенської естетичної думки і у вихованні молодого літературного покоління. На його творчості позначився вплив європейського романтизму і німецької ідеалістічної естетики.
Він є автором сентиментально-романтичних віршів (збірка «Вірші», 1869 рік), поем, сатиричних творів, що викривали потворні явища політичного і культурного життя («Віденські сонети», 1872 рік), повістей і романів («Светінова Метка», 1868 рік; «Росана», 1877 рік; «Зорін», 1870 рік; «Священик Міродольський», 1876). Стритар в них розмірковує про призначення мистецтва, про цілющу силу природи, про страждання людини, породжені розладами мрії і дійсності.
Найкращим твором Стритара вважається роман «Содніки» (1878 рік), що вирізняється реалистичними рисами і соціально-критичним аналізом. У цьому романі письменник відходить від утопічної ідеалізації патріархального минулого, критично зображуючи життя села за доби індустріалізації.
В публіцистиці висловлював ідеї слов'янського месіанізму і водночас вказував на соціальні несправедливості.
Відомий був як літературний критик. Найзначущішим та найвпливовішим твором є збірка «Критичні листи» (1867—1868 роки). Рішення основних завдань, які постали перед словенською літературою, він бачив у зближенні її з західними літературами.
Й. Стритар велику увагу приділяв розвитку словенського театру. В його доробку 19 драм та комедій. Найзначущішими є «Орест», «Медея», «Лист», «Оренда», «Логар», «Лист батька».